# Acronychia pubescens
Acronychia pubescens là một loài thực vật có hoa trong họ Cửu lý hương. Loài này được (F.M.Bailey) C.T.White mô tả khoa học đầu tiên năm 1938 publ. 1939.